# Nofou
Nofou est une ville située au centre de la Côte d'Ivoire et appartenant au département de Dimbokro, dans la Région du N'zi-Comoé. La localité de Nofou est un chef-lieu de commune et de sous-préfecture.